# Цзиньчжоу
Цзиньчжо́у (кит. упр. 锦州, пиньинь Jǐnzhōu) — городской округ в провинции Ляонин КНР.

## География
Расположен у северной оконечности Ляодунского залива (который сам есть северная часть Бохайского залива). Главная городская зона (то есть, неформально, собственно город Цзиньчжоу) расположена в около 30 км от морского берега.
На территории Цзиньчжоу впадают в море реки Сяолинхэ и Далинхэ.

## История
Люди селились в этих местах с древних времён. Уже во времена Воюющих царств здесь был город Тухэ царства Янь. В начале IV века на землях современного уезда Исянь размещался Цзичэн (棘城) — столица государства Ранняя Янь. Название «Цзиньчжоу» вошло в употребление со времени империи Ляо.
В период Китайской республики эти земли входили в состав провинции Фэнтянь (в 1929 году переименованной в Ляонин). После захвата японцами и образования в 1932 году марионеточного государства Маньчжоу-го там в 1934 году была образована отдельная провинция Цзиньчжоу, и эти земли вошли в её состав. 1 декабря 1937 года урбанизированная часть уезда Цзиньсянь была выделена в отдельный город Цзиньчжоу. После окончания Второй мировой войны и ликвидации Маньчжоу-го провинция Цзиньчжоу также была расформирована, и эти земли вновь оказались в составе провинции Ляонин.
После образования КНР была создана провинция Ляоси, и Цзиньчжоу стал её столицей. В 1954 году провинции Ляоси и Ляодун были объединены в провинцию Ляонин, которая была разделена на «специальные районы»; в частности, был образован Специальный район Цзиньчжоу (锦州专区), в состав которого вошло 9 уездов бывшей провинции Ляоси, 5 уездов бывшей провинции Жэхэ и хошун Харачин-Цзои.
В 1957 году хошун Харачин-Цзои был преобразован в Харачин-Цзои-Монгольский автономный уезд, а уезд Фусинь — в Фусинь-Монгольский автономный уезд.
В 1958 году Специальный район Цзиньчжоу был расформирован, а входившие в его состав административные единицы перешли под юрисдикцию властей Цзиньчжоу, Фусиня и Чаояна.
В 1965 году Специальный район Цзиньчжоу был образован вновь; на этот раз в его состав вошло всего 7 уездов. В 1968 году он был вновь расформирован, а входившие в его состав административные единицы перешли под юрисдикцию властей города Цзиньчжоу.
В 1989 году часть подчинённых Цзиньчжоу административных единиц была включена в состав нового городского округа Цзиньси; в том же году уезд Бэйчжэнь был преобразован в Бэйчжэнь-Маньчжурский автономный уезд (北镇满族自治县). В 1992 году уезд Цзиньсянь был преобразован в городской уезд Линхай. В марте 1995 года Бэйчжэнь-Маньчжурский автономный уезд был расформирован, а вместо него был создан городской уезд Бэйнин (北宁市). 8 февраля 2006 года городской уезд Бэйнин был переименован в Бэйчжэнь.

## Административно-территориальное деление
Городской округ Цзиньчжоу делится на 3 района, 2 городских уезда, 2 уезда:
| Карта                                                  | Карта          | Карта    | Карта     | Карта        | Карта                   | Карта         | Карта                      |
| ------------------------------------------------------ | -------------- | -------- | --------- | ------------ | ----------------------- | ------------- | -------------------------- |
| ① ② Тайхэ Хэйшань Исянь Линхай Бэйчжэнь ① Гута ② Линхэ |                |          |           |              |                         |               |                            |
| #                                                      | Статус         | Название | Иероглифы | Пиньинь      | Население (2003, прим.) | Площадь (км²) | Плотность населения (/км²) |
| 1                                                      | Район          | Гута     | 古塔区    | Gǔtǎ qū      | 240 000                 | 28            | 8571                       |
| 2                                                      | Район          | Линхэ    | 凌河区    | Línghé qū    | 420 000                 | 48            | 8750                       |
| 3                                                      | Район          | Тайхэ    | 太和区    | Tàihé qū     | 210 000                 | 459           | 458                        |
| 4                                                      | Городской уезд | Линхай   | 凌海市    | Línghǎi shì  | 600 000                 | 2862          | 210                        |
| 5                                                      | Городской уезд | Бэйчжэнь | 北镇市    | Běizhèn shì  | 530 000                 | 1782          | 297                        |
| 6                                                      | Уезд           | Хэйшань  | 黑山县    | Hēishān xiàn | 630 000                 | 2436          | 259                        |
| 7                                                      | Уезд           | Исянь    | 义县      | Yì xiàn      | 440 000                 | 2496          | 176                        |

## Экономика
В шельфовой зоне компания China National Offshore Oil Corporation ведёт добычу нефти и газа. 

## Транспорт

### Морской
Порт Цзиньчжоу открылся в 1990 году. Через него происходит перевалка контейнеров, следующих в Монголию, и угля из Внутренней Монголии. Большое значение имеют регулярные грузовые перевозки между Цзиньчжоу и портами Дальнего Востока России.

### Авиационный
Округ обслуживает Цзиньчжоуский аэропорт Сяолинцзы.

## Достопримечательности

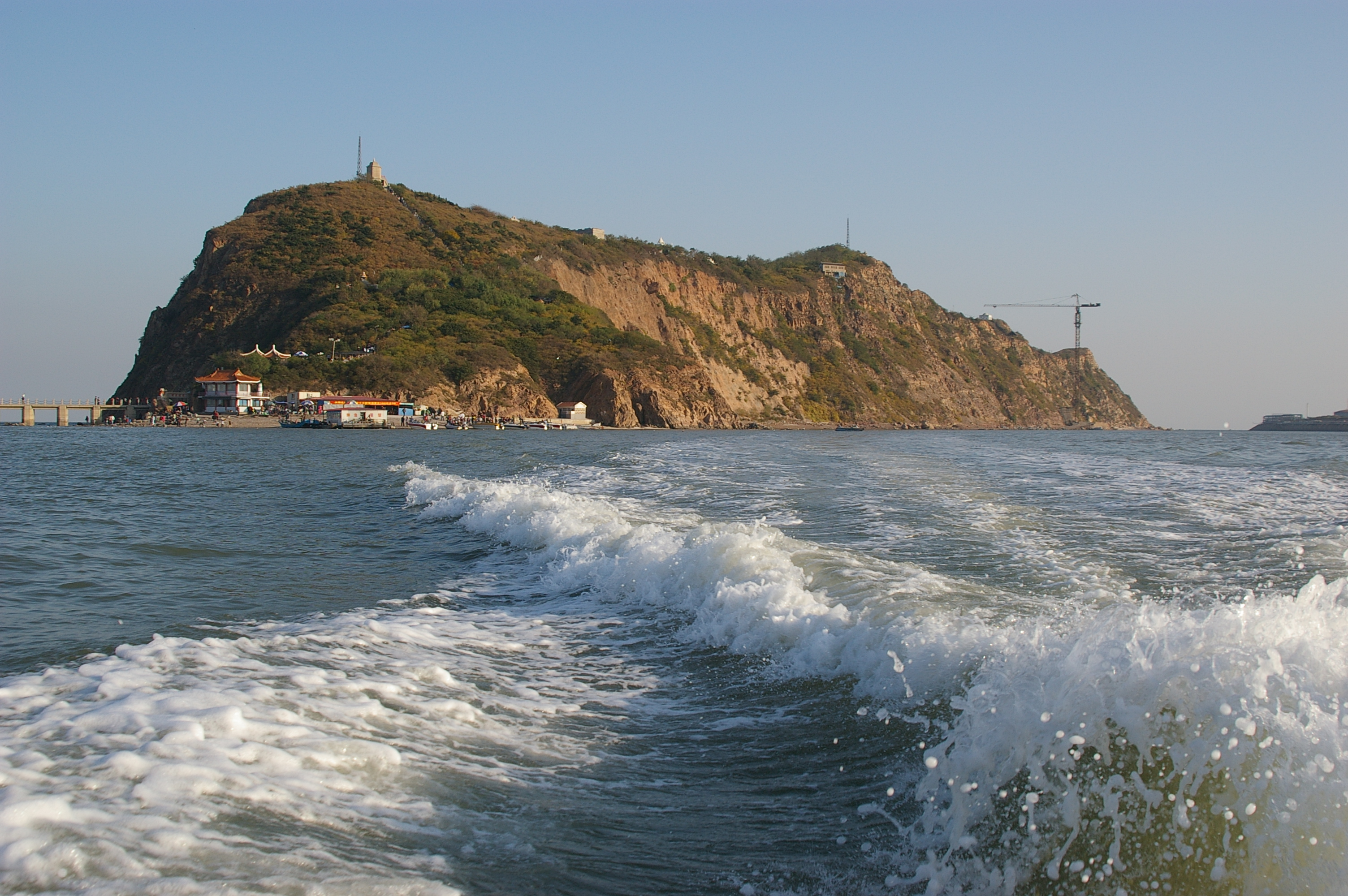
Бицзяшань во время прилива

В окрестностях Цзиньчжоу в Ляодунском заливе недалеко от берега располагается остров Бицзяшань («Гора — подставка для кисти»), соединяющийся с материком во время отливов перешейком. На острове располагается известный буддийский монастырь.